# Before the Party's Over
Chansons représentant la Belgique au Concours Eurovision de la chanson
Because of You
(2023) Strobe Lights
(2025)
Before the Party's Over est une chanson du chanteur belge Mustii.
Choisi pour représenter la Belgique au Concours Eurovision de la chanson 2024 à Malmö, le titre est dévoilé le 20 février 2024,.

## Description
La chanson est composée par Mustii, Ben Leclercq, Pierre Dumoulin. Ce dernier est chanteur et leader du groupe de rock liégeois Roscoe.
Elle a été enregistrée à la Grand Poste à Liège. La chorale est composée de co-workers présents ce jour-là dans l'immeuble.
Le clip réalisé par Uber & Kosherest est dévoilé sur YouTube le 20 février 2024.
Interprétée lors de la deuxième demi-finale le 9 mai, la chanson n'est pas qualifiée pour la finale.